# Šatili
Šatili (gruzínsky შატილი) je historická vesnice v severovýchodní Gruzii, kraj Mccheta-Mtianetie, bývalá provincie Chevsuretie (v překladu: Země údolí). Leží v údolí řeky Argun 3 km od hranice s Čečenskem.
Šatili je považováno za jeden z nejlepších příkladů středověké architektury v Chevsuretii. Vesnice nebyla ani tak osadou, jako spíše plnila funkci pevnosti. Měla strategický význam pro Gruzínské království, poněvadž ležela na severní hranici státu.
Dne 24. října 2007 bylo Šatili navrženo k zápisu na Seznam světového dědictví UNESCO.

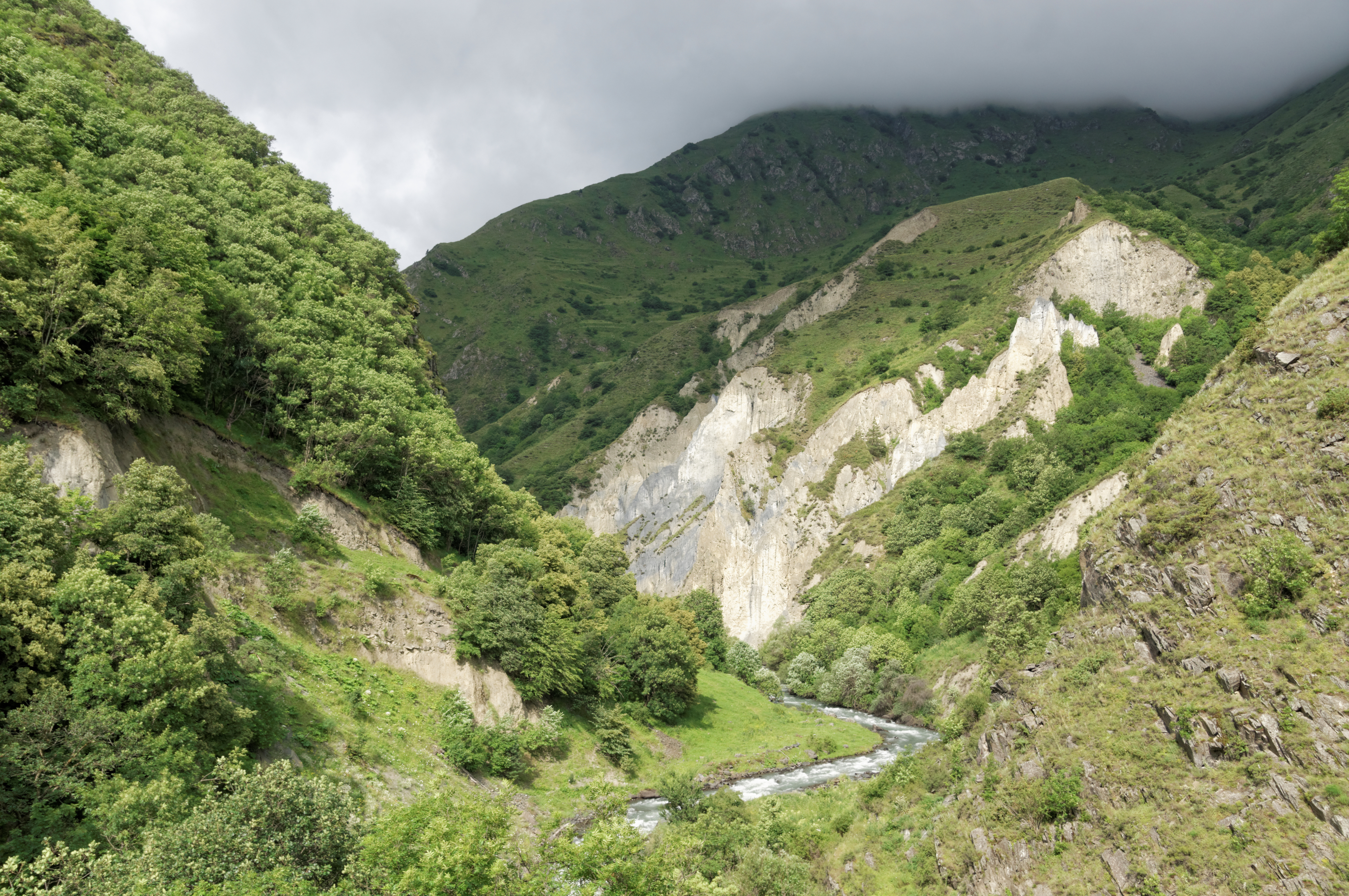
Údolí Šatili

## Historie
Šatili bylo vybudováno v 8. století na skále, domy jsou umístěny bez odstupu jeden na druhém tak, že obvodové zdivo vytváří souvislé opevnění sídla. S ostatními osadami v Chevsuretii bylo spojeno jedinou cestou, která prochází údolím Argunu. Obytné domy mají buď rovnou střechu a nebo jsou osazeny v Chevsuretii rozšířenou obytnou věží, kterých se ve vesnici nachází kolem 60.
Obyvatelstvo Šatili bylo v rámci přesídlování za sovětské éry v 50. letech 20. století spolu s většinou Chevsuretie vysídleno. V následujícím desetiletí byla prázdná vesnice v exotické krajině využívána gruzínskými filmaři k natáčení filmů o bývalém životě horalů. V 70. letech 20. století bylo započato s rekonstrukcí bývalé vesnice. Od 70. až 80. let 20. století, kdy byla oblast znovu osídlována, bydlí většina obyvatel v nových domech v horním Šatili, umístěném západně od pevnosti. Dnes je Šatili osídleno asi tuctem rodin a je oblíbeným návštěvním místem pro turisty a cestovatele.

## Doprava
V průběhu zimy je Šatili zcela nepřístupné, jediná příjezdová cesta od osady Biso přes průsmyk Medvědího kříže (gruzínsky დათვისჯვარი უღელტეხილი Datvisdžvari ugeltechili, 2676 m n. m.) není sjízdná.
Údolím řeky Andaki vede pěší stezka přes průsmyk Acunta do údolí řeky Pirikitská Alazani a přes průsmyk Andaki do údolí řeky Thušská Alazani v Tušetii (též Thušsko).